# Windows 7版本列表
Windows 7有7個可用的版本，包含簡易版、家用入門版、家用進階版、2011年4月5日發行的家用伺服器版(Windows Home Server 2011)、專業版、企業版、旗艦版。其中只有家用進階版、專業版和旗艦版廣泛的在零售市場販售。其他的版本則有針對特別的市場：企業版是給予企業使用者使用，家用入門版則是提供給開發中國家的基础功能版本。每一個Windows 7版本皆會包含前一個較低版本的所有功能，且都支援32位元的核心架構，64位元的架構除了簡易版以外也都提供支援。
根據微軟表示，安裝Windows 7，無論安裝的是什麼版本，皆會將旗艦版的完整功能安裝至機器上，然後依照版本限制功能。當使用者想要使用更多功能的Windows 7版本時，就可以使用Windows Anytime Upgrade購買進階版本，解除功能的限制。
微軟在2009年6月25日公布Windows 7的版本及價錢資訊，Windows Anytime Upgrade以及家庭套件（Family Pack）價格則是在2009年7月31日公布。

## 標準版本

### Windows 7 簡易版（Starter）
簡易版是Windows 7功能最少的版本；不包含Windows Aero佈景主題、不能更換桌面背景、不包含 Windows Media Center媒體中心、不支援64位元核心架構，且系統記憶體(RAM)最大支援2GB，這代移除了上一代同時只能開啟三個應用程式的限制。這個版本只會經由系統製造商預裝在機器上，不會在零售場販賣。

### Windows 7 家用入門版（Home Basic）
家用入門版只在阿根廷、巴西、智利、中国大陆、哥伦比亚、印度、巴基斯坦、巴拿马、菲律宾、墨西哥、俄罗斯、泰国和土耳其等新兴市场出售。西欧与中欧地区、北美地区、香港、沙特阿拉伯、台灣等发达地区並不出售此版本。這個版本主要針對中、低階的家庭電腦，所以Windows Aero功能不會在這個版本中啟用。

### Windows 7 家庭高级版（Home Premium）
家庭高级版主要是針對家用主流電腦市場而開發的版本，是微軟在零售市場中的主力產品，包含各種Windows Aero功能、Windows Media Center媒體中心還有觸控螢幕的控制功能。

### Windows 7 專業版（Professional）
專業版向電腦熱愛者以及小企業使用者靠齊，包含家用進階版的所有功能，同時還加入可成為Windows Server domain成員的功能，新增的功能還包括遠端桌面伺服器、位置辨識列印、加密的檔案系統、展示模式、軟體限制方針（不是Windows Server 2008 R2中的AppLocker功能）以及Windows XP模式。

### Windows 7 企業版（Enterprise）
這個版本主要對象是企業使用者以及其市場，透過大量授權給有與微軟簽訂軟體授權合約的公司；同時有一個大量授權的產品金鑰，必須透過其啟用。這個版本不會透過零售以及OEM販賣。它提供的功能包含多國語言使用者介面套件、BitLocker裝置加密以及UNIX應用程式的支援。

### Windows 7 旗艦版（Ultimate）
旗艦版與企業版的功能几乎完全相同，但是提供授權給一般的使用者。家用進階版以及專業版的使用者若是希望升級到旗艦版，可使用Windows Anytime Upgrade升級。這個版本與Windows Vista旗艦版不同，Windows 7旗艦版不會包含加值的Ultimate Extra服務。

## 升級版本
Windows Vista可以直接升級到相同核心架構、可支援的、相同語言Windows 7版本，Windows XP則只能使用全新安裝來升級Windows 7。某些國家的微軟公司推薦使用全新安裝Windows 7，不論使用Windows 2000、XP還是Vista，這樣做的理由是因為安裝會比較徹底且乾淨。

### 標準升級版本
Windows 7支援從適合的Windows 2000、XP、以及Vista藉由「升級版」升級到Windows 7，這個選擇代表使用者可以自由選擇可升級的3個版本。

### 家庭套件（Family Packs）
Windows 7在某些市場中提供了升級家庭套件，其只能用來升級到Windows 7家用進階版。它能提供3份從執行2000（任何版本）、XP（任何版本）以及Vista（簡易版、家用入門版、家用進階版）升級到Windows 7家用進階版的授權。此套件不是完整的版本，所以機器上必須有一份符合標準的舊版Windows。

### Anytime Upgrade版本
Windows 7還支援藉由Windows Anytime Upgrade從較低版本的Windows 7直接升級到較高的版本，只能從3個零售版本中做選擇；然而，家庭套件以及歐洲版本的Windows 7不適用此方法。
- 入門版到家用進階版。
- 家用進階版到專業版。
- 家用進階版到旗艦版。
- 專業版到旗艦版。

## 针对反垄断案的特殊版本
由于欧盟和韩国的反垄断调查，微软针对欧盟和韩国境内市场专门推出Windows 7各个版本的N版、E版、K版和KN版。N版没有包括Windows Media Player 12，而E版則不包含Internet Explorer 8。而K版和KN版只有韩语系统语言，K版仅不包括Windows Messenger，KN版不包括Windows Media Player和Windows Messenger这两个组件。

## Windows Thin PC
在2011年2月9日，微軟發佈了Windows Thin PC，是一個基於Windows Embedded Standard 7 Service Pack 1製作的輕量Windows 7版本，亦是Windows Fundamentals for Legacy PCs的後一代，可提供一種舊PC過渡時期的選擇方案。Windows Thin PC在2011年6月6日被正式發售，並會在2021年10月12日終止支援。

## 版本比較
| 功能                               | 簡易版         | 家庭普通版                     | 家庭高级版     | 專業版                   | 企業版                 | 旗艦版                 |
| ---------------------------------- | -------------- | ------------------------------ | -------------- | ------------------------ | ---------------------- | ---------------------- |
| 功能                               | Starter        | Home Basic                     | Home Premium   | Professional             | Enterprise             | Ultimate               |
| 功能                               | OEM            | 零售、OEM （只在新兴市场發售） | 零售、OEM      | 零售、OEM、大量授權      | 大量授權               | 零售、OEM              |
| 生命週期期限                       | 2020年1月14日  | 2020年1月14日                  | 2020年1月14日  | 2020年1月14日            | 2020年1月14日          | 2020年1月14日          |
| 最大實體記憶體（32位元版本）       | 2 GB           | 4 GB                           | 4 GB           | 4 GB                     | 4 GB                   | 4 GB                   |
| 最大實體記憶體（64位元版本）       | 不適用         | 8 GB                           | 16 GB          | 192 GB                   | 192 GB                 | 192 GB                 |
| 32及64位元版本                     | 有32位元       | 兩者 （零售版只有32位元）      | 兩者           | 兩者                     | 兩者                   | 兩者                   |
| 最大物理處理器支持                 | 1              | 1                              | 1              | 2                        | 2                      | 2                      |
| 備份與還原中心                     | 無法備份到網路 | 無法備份到網路                 | 無法備份到網路 | 是                       | 是                     | 是                     |
| 远程桌面                           | 僅用戶端       | 僅用戶端                       | 僅用戶端       | 是                       | 是                     | 是                     |
| 家用群組                           | 僅可加入       | 僅可加入                       | 是             | 是                       | 是                     | 是                     |
| 多監視器                           | 否             | 是                             | 是             | 是                       | 是                     | 是                     |
| 快速使用者帳戶切換                 | 否             | 是                             | 是             | 是                       | 是                     | 是                     |
| 變更桌面背景                       | 否             | 是                             | 是             | 是                       | 是                     | 是                     |
| 桌面視窗管理員                     | 否             | 是                             | 是             | 是                       | 是                     | 是                     |
| Windows行動中心                    | 否             | 是                             | 是             | 是                       | 是                     | 是                     |
| Windows Aero                       | 否             | 部份                           | 是             | 是                       | 是                     | 是                     |
| 多點觸控                           | 否             | 否                             | 是             | 是                       | 是                     | 是                     |
| 進階遊戲                           | 否             | 否                             | 是             | 是（預設關閉）           | 是（預設關閉）         | 是                     |
| Windows Media Center               | 否             | 否                             | 是             | 是                       | 是                     | 是                     |
| Windows Media Player遠端媒體控制   | 否             | 否                             | 是             | 是                       | 是                     | 是                     |
| 加密的檔案系統                     | 否             | 否                             | 否             | 是                       | 是                     | 是                     |
| 位置辨識列印                       | 否             | 否                             | 否             | 是                       | 是                     | 是                     |
| 遠端桌面連接                       | 否             | 否                             | 否             | 是                       | 是                     | 是                     |
| 展示模式                           | 否             | 否                             | 否             | 是                       | 是                     | 是                     |
| 加入Windows Server domain          | 否             | 否                             | 否             | 是                       | 是                     | 是                     |
| Windows XP模式（Windows XP Mode）  | 否             | 否                             | 否             | 是                       | 是                     | 是                     |
| 軟體限制方針                       | 否             | 否                             | 否             | 是                       | 是                     | 是                     |
| Aero glass remoting                | 否             | 否                             | 否             | 否                       | 是                     | 是                     |
| Windows Media Player多媒體重新定向 | 否             | 否                             | 否             | 否                       | 是                     | 是                     |
| 通過終端服務錄音                   | 否             | 否                             | 否             | 否                       | 是                     | 是                     |
| 通過終端服務多顯示器               | 否             | 否                             | 否             | 否                       | 是                     | 是                     |
| 聯合搜尋                           | 否             | 否                             | 否             | 否                       | 是                     | 是                     |
| AppLocker                          | 否             | 否                             | 否             | 創建策略，但不能強制執行 | 創建策略及強制執行策略 | 創建策略及強制執行策略 |
| BitLocker磁碟機加密                | 否             | 否                             | 否             | 否                       | 是                     | 是                     |
| BranchCache Distributed Cache      | 否             | 否                             | 否             | 否                       | 是                     | 是                     |
| DirectAccess                       | 否             | 否                             | 否             | 否                       | 是                     | 是                     |
| Unix應用程式的子系統               | 否             | 否                             | 否             | 否                       | 是                     | 是                     |
| 多國語言使用者介面套件（MUI）      | 否             | 否                             | 否             | 否                       | 是                     | 是                     |
| VHD啟動                            | 否             | 否                             | 否             | 否                       | 是                     | 是                     |